# Пам'ятники Теребовлі

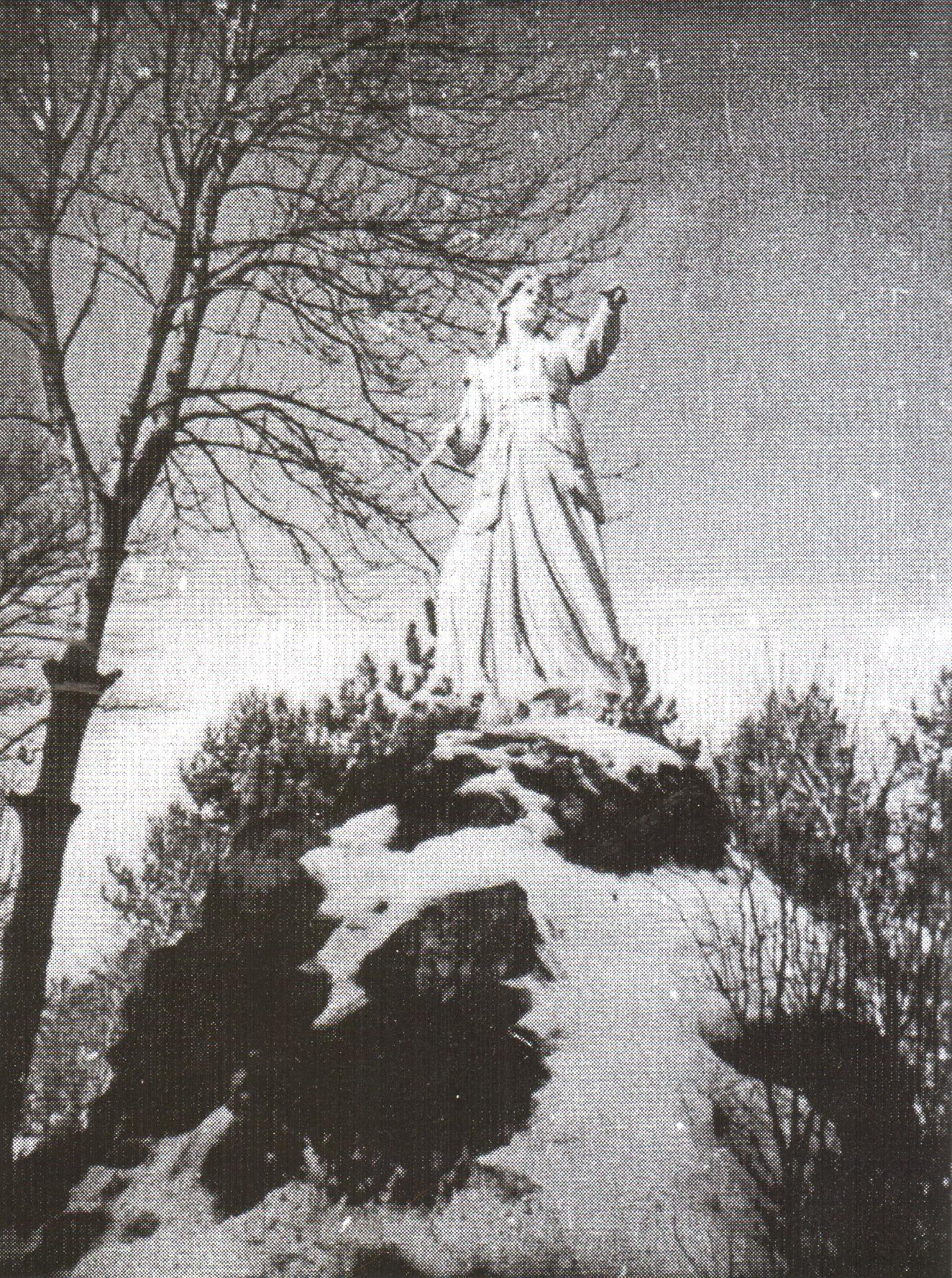
Зруйнований у 1944 році пам'ятник теребовлянській рятівниці — Софії Хшановській.

У місті Теребовлі (райцентр на Тернопільщині) встановлено близько півтори десятка зразків міської скульптури — пам'ятників, погрудь та пам'ятних знаків. Теребовлянські пам'ятники відносяться (за часом їх встановлення) переважно до періоду незалежності України (від 1991 року). Також налічується близько десятка пам'ятників, які були демонтовані в різні часи через зміну політичної ситуації.

## Історія встановлення пам'ятників у Теребовлі
Попри свій невеликий розмір, стародавня Теребовля має цікаву й насичену історію, зокрема і міської скульптури. Більшість сучасних теребовлянських пам'ятників, що з'явились переважно останнім часом (за незалежності України), розташована на 2 головних вулицях міста — князя Василька та Шевченка.
Достеменно відомо, що перший історично пам'ятник у Теребовлі відноситься до в жодному разі не пізніше 1-ї третини XIX століття — це був монумент легендарній оборонниці міста Софії Хшановській, дружині очільника залоги у Теребовлі Яна Самуеля Хшановського, яка, згідно з переказами, у 1675 році під час облоги Теребовлі турками (в ході подій польсько-турецької війни) очолила оборону замку й врятувала місто від сплюндрування. Вдячні теребовлянці спорудили відважній жінці пам'ятник, який стояв на штучному пагорбі поза замком. Остання згадка про нього датується 1829 роком, і як він, цей перший пам'ятник, виглядав, і що з ним сталося, на тепер не відомо.

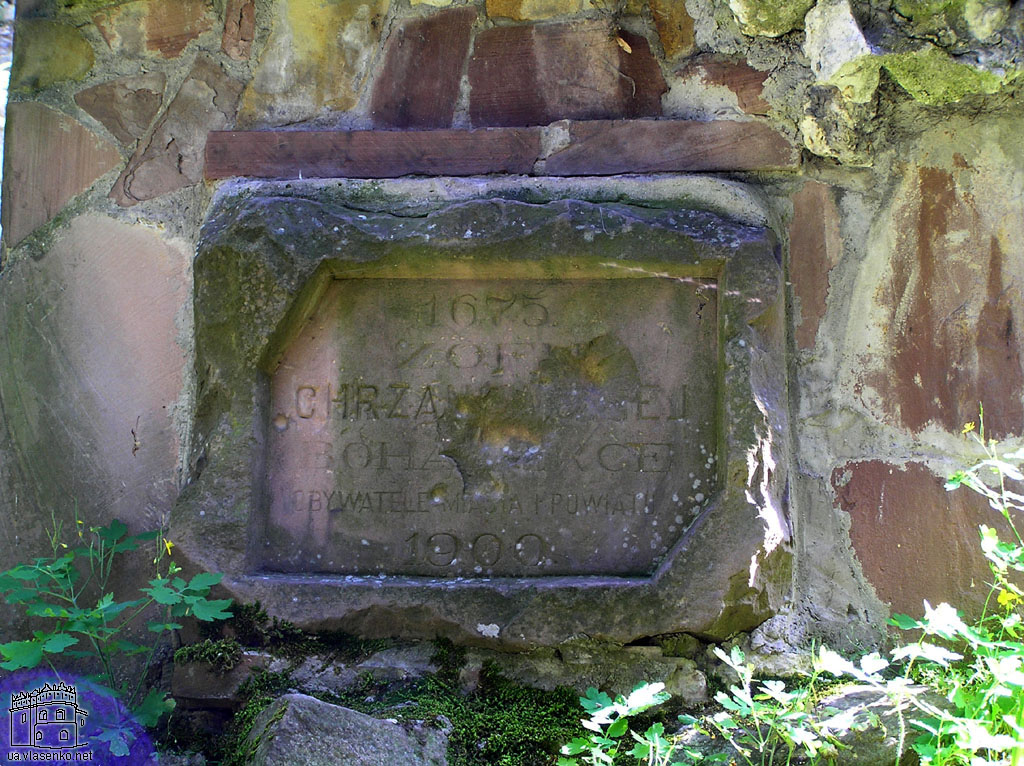
Плита з пам'ятника Софії Хшановській у Теребовлі, 2006 рік

За якийсь час по тому Теребовлянська рада гміни постановила побудувати на тому ж місці новий пам'ятник Софії Хшановській. Цю роботу виконав теребовлянський скульптор Я. Бохенек — постать жінки з рішучим і водночас благальним виразом обличчя, яка однією рукою затискувала вихоплений з-за пояса кинджал, а другою вказувала на місто, тривалий час була окрасою Теребовлі. Цей пам'ятник було знищено під час ІІ Світової війни 1944 року, а у 1982-му відновлено пагорб, де він стояв, і вмуровано плиту з колишнього пам'ятника, що лишилася незруйнованою. 8 липня 2012 року під час святкування 915-ї річниці заснування Теребовлі було відкрито відновлений пам'ятник Софії Хшановській.
Напевно, другим історично теребовлянським пам'ятником був кам'яний меморіальний хрест на честь полеглих воїнів УГА, які українські патріоти спорудили у 1929 році. Його у період польської окупації було знищено, а відновлено вже під незалежність України 1990 року.
Радянський час (за винятком нищівного періоду ІІ Світової війни) майже не позначився ані на архітектурному обличчі Теребовлі, ні на міській скульптурі. Щоправда, у цей період у місті відкрили на військовому цвинтарі Меморіал воїнів ІІ Світової війни, а у 1954 році відбулась знаменна подія у історії міста — тут встановили й урочисто відкрили пам'ятник Тарасові Шевченку. Також у місті до розвінчання культу Сталіна у 1956 році був пам'ятник та погруддя Сталіна. Біля пам'ятника Сталіну також був встановлений пам'ятник Леніну. Останній проіснував до 1991 року, коли був демонтований.
Найбільший розвій теребовлянської міської скульптури відбувся вже за часів незалежності України — в останні 2 десятиліття (1990—2000-і роки), що позначалися відразу декількома сплесками у встановленні пам'ятників і пам'ятник знаків у Теребовлі.
Так, під незалежність і відразу після неї у місті відновили кам'яний пам'ятний хрест на честь воїнів УГА біля Миколаївської церкви, на міському цвинтарі упорядкували меморіал воїнів УПА-ОУН, перенесли на нове (теперішнє) місце пам'ятник Шевченкові. Трохи згодом (1993) був організований всеукраїнський пленер-конкурс на вироблення найкращого варіанта пам'ятника князеві Васильку (Теребовлянському). Він відбувався вже у рамках підготовки до святкування містом 900-річчя в 1997 році, що відзначалось також на державному рівні, і під час якого в місті і був встановлений пам'ятник князеві Васильку. За радянського часу на його місці знаходився пам'ятник Леніну (демонтований у 1991 році).
Після цього, і вже у 2000-х у Теребовлі тривав надалі процес увічнення національних героїв та видатних особистостей України й вшанування подій національної історії, зокрема трагічних, у вигляді пам'ятників і пам'ятних знаків. У цей період з'явились теребовлянські пам'ятники Степану Бандері та Іванові Франку (обидва — 1999 рік), а також пам'ятні знаки з нагоди 60-річчя депортації українців з Польщі (2004) і Воїнам-афганцям Теребовлянщини (2008).

## Пам'ятники
| Назва                                                           | Рік встановлення | Розташування                                                     | Фото                                                                         | Короткі відомості |
| Бандері Степану                                                 | 1999             | на вулиці Шевченка                                               |                                                                              | Пам'ятник-погруддя українському національному героєві Степану Бандері було відкрито 1999 року. Автори — скульптор Р. Вільгужинський та архітектор Марченко. |
| Васильку князеві                                                | 1997             | біля приміщення Петропавлівського костелу (по вул. Кн. Василька) |                                                                              | Пам'ятник князеві Васильку Теребовльському був встановлений і урочисто відкритий (за участю тодішнього міністра культури і мистецтв Д. Остапенка) до святкувань з нагоди 900-ліття міста 5 липня 1997 року. Автори — скульптор П. Кулик; архітектори В. Блюсюк та І. Хотієнко.     |
| Воїнам-афганцям Теребовлянщини, пам'ятний знак                  | 2008             |                                                                  |                                                                              | Пам'ятний знак воїнам-афганцям Теребовлянщини було відкрито у переддень Дня незалежності України 23 серпня в 2008 році. |
| Воїнам УГА, пам'ятний хрест                                     | 1929, 1990       | біля Церкви Св. Миколая                                          |                                                                              | Пам'ятний хрест славним синам Вітчизни воїнам УГА уперше був встановлений у 1929 році. У часи подальшої польської окупації знищений. Відновлено кам'яного хреста на честь полеглих українських героїв у 1990 році.                                                                 |
| Воїнів УПА-ОУН, меморіал                                        | 1995             | на міському цвинтарі                                             |                                                                              | Меморіал загиблих воїнів УПА-ОУН був упорядкований усередині 1990-х років (1995) — на могилі встановлено скульптуру трагічної постаті Матері Божої з терновим вінком у правиці, автором якої є тернопільський скульптор Роман Вільгушинський.                                      |
| Воїнів ІІ Світової війни, меморіал                              | 1949             | на військовому кладовищі                                         |                                                                              | Встановлено у радянський час. |
| Франкові Івану                                                  | 1999             | перед будинком районної бібліотеки (по вул. Князя Василька)      |                                                                              | Пам'ятник-погруддя українському письменнику і поету Іванові Франку був встановлений у 1999 році. Автор — скульптор В. Одрехівський. |
| Шевченкові Тарасу                                               | 1954             | у сквері на вулиці Шевченка (при вулиці Січових Стрільців)       |                                                                              | Пам'ятник українському поетові та мислителю Тарасові Шевченку був встановлений у 1954 році. Автор пам'ятника — скульптор Коробко. На сучасному місці розташування — від 1991 року.                                                                                                 |
| З нагоди 60-річчя депортації українців з Польщі, пам'ятний знак | 2004             | на вулиці Князя Василька                                         |                                                                              | Пам'ятний знак з нагоди 60-річчя депортації українців з Польщі («Операція Вісла») був відкритий у 2004 році. |
| Закатованим учням Теребовлянської гімназії                      | 2002             | Подвір'я Теребовлянської гімназії                                |                                                                              | В червні 1941 року, під час відступу після нападу Німеччини, НКВД розстріляло 15 учнів Теребовлянської гімназії, котрі були раніше заарештовані за участь в ОУН. |
| Закатованим в Теребовлянському НКВД, меморіальна таблиця        | 1993             | На стіні будинку на вул. Гжицького                               |                                                                              | Встановлений на стіні, під якою НКВД розміщувало для загального огляду трупи закатованих учасників українського підпілля. Вулиця знаходилася в центрі міста, якраз поблизу ринку. А будівля НКВД — в колишньому будинку польською поліції та гестапо (під час німецької окупації). |
| Нестор-літописець, пам'ятний знак                               | 1993             | на вулиці Шевченка, 26                                           | Скульптура «Нестор-літописець»                                               | Зображено Нестора-літописця, котрий схилився над своїм рукописом. Виконано з сірого каменю. Автор — Борис Рудий (Тернопіль). Була розташована біля районної бібліотеки, на місці сучасного погруддя Івана Франка, згодом перенесена на сучасне місце.                              |
| Пам'ятник Софії Хшановській (відновлений)                       | 2012             | Під стінами Теребовлянського замку                               |                                                                              | Копія пам'ятника Софії Хшановській, який було зруйновано у 1944 році. Автор — Роман Вільгушинський. |
| Пієта (Оплакування), меморіальна таблиця                        | 1994             | на перехресті вулиць Січових Стрільців і Гжицького               |                                                                              | Зображено скорботну матір. Зроблений зі сірого каменю. Автор — Микола Теліженко (Черкаси) . |
| Полеглим солдатам 1941—1945, пам'ятний знак                     | 1984             | в передмісті Сади, вул. Шевченка                                 |                                                                              | Пам'ятник у вигляді радянського солдата з автоматом, котрий став на коліно. На підніжжі постаменту 3 таблиці з іменами загиблих односельчан. Знаходиться поблизу Садівської школи (Теребовлянської ЗОШ № 3).                                                                       |
| Пам'ятна мозаїка на честь 900-ліття Теребовлі                   | 1997             | На перехресті вулиць Т.Шевченка і Князя Василька                 | Файл:Мозаїка 900 Теребовлі (М.Шевчук). Mosaic. 900 Terebolia. M.Shevchuk.JPG | В центрі мозаїки — герб Теребовлі. По боках написані дати 1097—1997. По колу зображені архітектурні символи міста: Теребовлянський замок, монастир Кармелітів, ратуша, церква Св. Миколая. Автор — Микола Шевчук. Розміри — приблизно 3 на 3 метри.                                |
| Пам'ятний хрест на Покрівці, біля нього кам'яна стела           | 2003             | На пагорбі Покрівка                                              |                                                                              | За переказами Покрівка отримала свою назву від церкви Покрови Пресвятої Богородиці. На вершині пагорба був встановлений дерев'яний хрест, а біля нього стелу з теребовлянського пісковика.                                                                                         |
| Меморіальний знак репресованим                                  | 2004             | Стіну старого будинку Рідної школи, вул. Князя Василька,99       |                                                                              | Меморіальна таблиця з каменю-пісковика, поверх — металеві ґрати з хрестом. Напис: «І гинули… свою правду кров'ю записали». |
| Пам'ятний знак жертвам Голокосту                                |                  | У яру під залізничник віадуком біля Плебанівки                   |                                                                              | Меморіальний знак присвячений євреям Теребовлянського гетто, котрі були розстріляні в цьому ярі у квітні-червні 1943 року. |
| Пам'ятник воїнам УСС                                            | 1989             | На кладовищі                                                     |                                                                              | |
| Триптих «Музиканти»                                             | 1993             | Біля коледжу культури                                            |                                                                              | |
| Пам'ятний знак на честь 400-ліття берестейської унії            | 1996             | На території церкви святого Миколая                              |                                                                              | |
| Пам'ятний знак на місці зруйнованої П'ятницької церкви          | 1993             | вул. Зазмче, біля каплички                                       |                                                                              | |
| Пам'ятний хрест на честь 2000-ліття Різдва Христового           | 2000             | вул. Князя Василька, на в'їзді у місто                           |                                                                              | |
| Памятник Героям Майдану                                         | 2014             | парк Молодіжний                                                  |                                                                              | |
| Борцям за волю України                                          |                  | біля школи № 3                                                   |                                                                              | |
| Скульптура абітурієнта                                          |                  | Біля коледжу культури                                            |                                                                              | |
| Захисникам України                                              | 2019             | Біля РДА                                                         |                                                                              | |
| «Біла фігура»                                                   |                  | подвір'я навпроти залізничного переїзду                          |                                                                              | |

## Колишні пам'ятники
| Назва                                   | Рік встановлення            | Розташування                                                          | Фото | Короткі відомості |
| Пам'ятник Софії Хшановській             |                             | на Замковій горі                                                      |      | Пам'ятник Софії Хшановській, дружині командира залоги Теребовлянського замку під час оборони фортеці 1675 року. Автори — скульптор Ян Бохенек. Від цього пам'ятника залишився лише постамент і пам'ятна табличка польською мовою. Зверху постаменту встановлена символічна чаша. |
| На вшанування Бартоша, обеліск          |                             | біля будинку «Сокола», в парку, на місці якого тепер райадміністрація |      | Пам'ятник присвячений Бартошу з Теребовлі, учаснику Грюнвальдської битви, засновником «Нового міста». У вигляді обеліска висотою 8 метрів і шириною граней 2 на 2. На вершині обеліска — сокіл; знизу вирізьблений великий герб Теребовлі. |
| До річниці Грюнвальдської битви         | 1910                        | Сквер біля контори каменоломні                                        |      | Відкритий до річниці Грювальдської битви. В центральній частині обеліска напис «Грюнвальд. 1410». |
| Полеглим солдатам 1918—1920 (польський) | 1933                        | На Теребовлянському кладовищі                                         |      | Пам'ятник присвячений польським солдатам, котрі загинули, захищаючи відтворену Польську державу. Відкритий в день 15-річчя 9-го полку Малопольських уланів, який розміщувався в Теребовлі до 1939 року. Полк брав участь у боях за встановлення Польської держави. Пам'ятник являв собою стелу з імена полеглих, а зверху неї сидів кам'яний орел. Біля пам'ятника традиційно складали присягу військовослужбовці полку. |
| Сталіну Йосифу, пам'ятник               | після Другої світової війни | на місці, де тепер пам'ятник Князю Васильку                           |      | Пам'ятник радянському вождю Йосифу Сталіну. Знаходився в парку біля залізничного вокзалу, поруч стояв пам'ятник Леніну, а тепер там пам'ятник князю Васильку. Демонтований після розвінчання культу Сталіна під час ХХ з'їзду КПРС. |
| Сталіну Йосифу, погруддя                | після Другої світової війни | Подвір'я сучасної школи № 2                                           |      | Погруддя знаходилося перед теребовлянською школою (тепер № 2), але було демонтоване після розвінчання культу Сталіна під час ХХ з'їзду КПРС. |
| Пам'ятник Леніну                        |                             | на місці сучасного пам'ятника Князю Васильку                          |      | Демонтований 1991 року. |
| Ф. А. Мірошниченку, погруддя            |                             | на місці сучасного погруддя Івана Франка                              |      | Встановлене радянською владою на пам'ять про голову Теребовлянського райвиконкому Ф. А. Мірошниченка, котрий 1945 року був вбитий українським підпіллям. Також на його честь була названа районна бібліотека, біля якої стояло погруддя. Демонтоване в роки незалежності України. |
| Троїсті музиканти, пам'ятний знак       |                             | біля кінотеатру                                                       |      | Зображено троїстих музикантів. Виконано з рожевого каменю. Автор — Володимир Федько (Київ). |

## Виноски
1. ↑  текст на www.progylka.com.ua [Архівовано 2010-11-05 у Wayback Machine.] // Городиський Л., Зінчишин І. Мандрівка по Теребовлі і Теребовлянщині. Історичний нарис-путівник., Лв.: «Каменяр», 1998, стор. 57
2. ↑  У Теребовлі три дні святкували 915-ту річницю заснування. Архів оригіналу за 11 липня 2012. Процитовано 22 липня 2012.
3. ↑  Пам'ятники і пам'ятні знаки воїнам-афганцям на Тернопільщині на Тернопільська обласна організація Української Спілки ветеранів Афганістану
4. ↑  Герета Ігор Теребовля. Шлях через віки. Історико-краєзнавчий нарис., Лв.: «Каменяр», стор. 98
5. ↑  Теребовлі уже 915 рік!. Архів оригіналу за 27 грудня 2013. Процитовано 22 липня 2012.